# Лобань (риба)
Лобань (Mugil cephalus) — морська риба родини кефалевих.

## Розповсюдження
Широко розповсюджений у тропічних морях біля берегів Азії, Африки, Австралії, Америки, біля островів Океанії. Також зустрічається біля берегів Європи, в Україні — у Чорному та Азовському морях.

## Будова та спосіб життя
Довжина до 75 см, вага до 7 кг. Тіло торпедоподібне, голова велика, вкрита лускою, яка доходить майже до вершини рила. Лоб широкий, на очах жирові повіки. Бічна лінія відсутня. Спина темна, боки та черево сріблясті, по боках 12 поздовжніх смуг бурого кольору. Спинних плавця — два, перший складається з 4 колючих променів. Хвостовий плавець великий. Зграйна дуже рухлива риба, може розвивати велику швидкість, при короткочасних ривках до 6,5 м/сек. Також може вистрибувати з води, зокрема перестрибуючи риболовецькі сітки. Живиться детритом, збираючи його лопатоподібною нижньою щелепою.

## Розмноження
Статевої зрілості досягає на 6 — 8 році. Нерест у декілька етапів у травні — вересні, як у відкритому морі, так і біля берегів. Ікра та личинки пелагічні. Плодючість самок до 7 тисяч ікринок.

## Значення
Цінна промислова риба. М'ясо жирне, має дуже гарні смакові якості. У деяких регіонах світу штучно вирощується. Також є об'єктом лову рибалок-аматорів.